# Подвійний маятник

Подвійний маятник складається з двох маятників скріплених кінцем до кінця

У фізиці і математиці, у галузі динамічних систем, подвійний маятник це маятник з іншим маятником прикріпленим до його кінця, і є простою фізичною системою, яка проявляє різноманітну динамічну поведінку зі значною залежністю від початкових умов. Рух маятника керується пов'язаними звичайними диференціальними рівняннями. Для деяких енергій його рух є хаотичним.

## Аналіз
Можна розглядати декілька варіантів подвійних маятників; два члени можуть бути однакові чи різні завдовжки та за вагою, вони можуть бути простими маятниками або фізичними маятниками і рух може бути у трьох вимірах або обмежений вертикальною площиною. В наступному аналізі, члени обрані як однакові фізичні маятники довжини {\displaystyle \ell } і маси {\displaystyle m}, і рух обмежений двома вимірами.

Подвійний фізичний маятник

У фізичного маятника, маса розподілена вздовж усієї його довжини. Якщо маса розподілена рівномірно, тоді центр мас кожного члена збігається з його геометричним центром, і член має такий момент інерції {\displaystyle \textstyle I={\frac {1}{12}}m\ell ^{2}} щодо цієї точки.
Це зручно використовувати кути між кожним членом і вертикаллю як узагальнені координати визначаючи простір конфігурацій системи. Якщо покласти початок координат декартової системи координат у точці підвішування першого маятника, тоді центр мас цього маятника перебуває в:
{\displaystyle x_{1}={\frac {\ell }{2}}\sin \theta _{1},}
{\displaystyle y_{1}=-{\frac {\ell }{2}}\cos \theta _{1}}
і центр мас другого в
{\displaystyle x_{2}=\ell \left(\sin \theta _{1}+{\frac {1}{2}}\sin \theta _{2}\right),}
{\displaystyle y_{2}=-\ell \left(\cos \theta _{1}+{\frac {1}{2}}\cos \theta _{2}\right).}
Цієї інформації достатньо, щоб записати Лагранжіан.

### Лагранжіан
Лагранжіан є різницею між кінетичною енергією і потенціальною енергією:
{\displaystyle {\begin{aligned}L&={\frac {1}{2}}m\left(v_{1}^{2}+v_{2}^{2}\right)+{\frac {1}{2}}I\left({{\dot {\theta }}_{1}}^{2}+{{\dot {\theta }}_{2}}^{2}\right)-mg\left(y_{1}+y_{2}\right)\\&={\frac {1}{2}}m\left({{\dot {x}}_{1}}^{2}+{{\dot {y}}_{1}}^{2}+{{\dot {x}}_{2}}^{2}+{{\dot {y}}_{2}}^{2}\right)+{\frac {1}{2}}I\left({{\dot {\theta }}_{1}}^{2}+{{\dot {\theta }}_{2}}^{2}\right)-mg\left(y_{1}+y_{2}\right)\end{aligned}}}
Перший доданок це лінійна кінетична енергія центру мас тіл і другий доданок це обертова кінетична енергія центрів мас кожного стрижня. Останній доданок це потенціальна енергія тіл у однорідному гравітаційному полі.
Підставляючи координати і  перегруповуючи рівняння маємо
{\displaystyle L={\frac {1}{6}}m\ell ^{2}\left[{{\dot {\theta }}_{2}}^{2}+4{{\dot {\theta }}_{1}}^{2}+3{{\dot {\theta }}_{1}}{{\dot {\theta }}_{2}}\cos(\theta _{1}-\theta _{2})\right]+{\frac {1}{2}}mg\ell \left(3\cos \theta _{1}+\cos \theta _{2}\right).}

Рух подвійного фізичного маятника (з чисельного інтегрування рівняння руху)

Траєкторії подвійного маятника

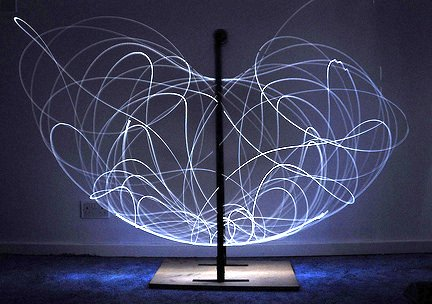
При великій витримці, подвійний маятник проявляє хаотичний рух (відстежено за допомогою світлодіодів)

Тут відбувається збереження лише однієї величини (енергії), і не збережений узагальнений імпульс.  Два імпульси можна записати як
{\displaystyle p_{\theta _{1}}={\frac {\partial L}{\partial {{\dot {\theta }}_{1}}}}={\frac {1}{6}}m\ell ^{2}\left[8{{\dot {\theta }}_{1}}+3{{\dot {\theta }}_{2}}\cos(\theta _{1}-\theta _{2})\right]}
і
{\displaystyle p_{\theta _{2}}={\frac {\partial L}{\partial {{\dot {\theta }}_{2}}}}={\frac {1}{6}}m\ell ^{2}\left[2{{\dot {\theta }}_{2}}+3{{\dot {\theta }}_{1}}\cos(\theta _{1}-\theta _{2})\right].}
Ці вирази можна обернути, щоб отримати
{\displaystyle {{\dot {\theta }}_{1}}={\frac {6}{m\ell ^{2}}}{\frac {2p_{\theta _{1}}-3\cos(\theta _{1}-\theta _{2})p_{\theta _{2}}}{16-9\cos ^{2}(\theta _{1}-\theta _{2})}}}
і
{\displaystyle {{\dot {\theta }}_{2}}={\frac {6}{m\ell ^{2}}}{\frac {8p_{\theta _{2}}-3\cos(\theta _{1}-\theta _{2})p_{\theta _{1}}}{16-9\cos ^{2}(\theta _{1}-\theta _{2})}}.}
Решта рівнянь руху можна записати як
{\displaystyle {{\dot {p}}_{\theta _{1}}}={\frac {\partial L}{\partial \theta _{1}}}=-{\frac {1}{2}}m\ell ^{2}\left[{{\dot {\theta }}_{1}}{{\dot {\theta }}_{2}}\sin(\theta _{1}-\theta _{2})+3{\frac {g}{\ell }}\sin \theta _{1}\right]}
і
{\displaystyle {{\dot {p}}_{\theta _{2}}}={\frac {\partial L}{\partial \theta _{2}}}=-{\frac {1}{2}}m\ell ^{2}\left[-{{\dot {\theta }}_{1}}{{\dot {\theta }}_{2}}\sin(\theta _{1}-\theta _{2})+{\frac {g}{\ell }}\sin \theta _{2}\right].}
Останні чотири рівняння є явними формулами для часової еволюції системи із заданим поточним станом. Це не виявляється можливим просунутись далі і інтегрувати ці рівняння аналітично, щоб отримати формули для θ1 і θ2 як функції від часу. Однак, можливо виконати числове інтегрування використовуючи метод Рунге — Кутти або подібну техніку.